# Aeromarine 39
El Aeromarine 39 fue un biplaza anfibio de entrenamiento, ordenado por la Armada de los Estados Unidos en 1917 y construido por la Aeromarine Plane and Motor Company de Keyport, Nueva Jersey. De configuración y construcción de biplano convencional, la aeronave estaba diseñada de tal manera que los flotadores podían ser fácilmente desacoplados y reemplazados con un tren de aterrizaje de ruedas para las operaciones terrestres. Fue objeto de los mayores pedidos de la Armada estadounidense en 1917.

## Desarrollo y diseño
El modelo 39 fue una versión de hidroavión de entrenamiento primario, derivado del avión M-1 de entrenamiento avanzado del Servicio Aéreo del Ejército de los Estados Unidos (matrículas AS265/270), con mayor envergadura para contrarrestar el aumento de peso generado por los flotadores.
Fueron producidas cincuenta unidades del diseño original (más tarde conocidos como 39-A, matrículas A450/499), portando flotadores gemelos e impulsados por un motor Hall-Scott A-7A de 100 hp. Un rediseño posterior incrementó la envergadura para generar mayor sustentación en los despegues acuáticos. Este diseño llegó a ser conocido como el 39-B, del que se produjeron 150 ejemplares (matrículas A500/649). Otros cambios incluyeron la modificación a un flotador central y dos flotadores de estabilización bajo las alas, una cola vertical agrandada, y un cambio del motor a un Curtiss OXX-6 V-8 de similar potencia.
Vincent Burnelli diseñó una versión civil del 39-B con motor Aeromarine V-8 de 100 hp, llamada Sportsman, del que sólo se construyó una unidad. Equipado con flotadores, el 14 de agosto de 1919 se convirtió en el primer avión en entregar correo a un barco en alta mar.
En 1921, se vendieron 14 unidades remotorizadas que recibieron la designación 39-R.

## Historia operacional
Uno de los 150 39-B construidos se ganó un lugar en la historia cuando el 26 de octubre de 1922, el teniente G. DeChevalier realizó el primer aterrizaje sobre un buque en movimiento, el USS Langley, siendo la primera vez que esto pudo ser realizado. Los ensayos de aterrizaje y despegues desde un portaaviones en movimiento siguieron llevándose a cabo durante 1922 y 1923.

## Variantes

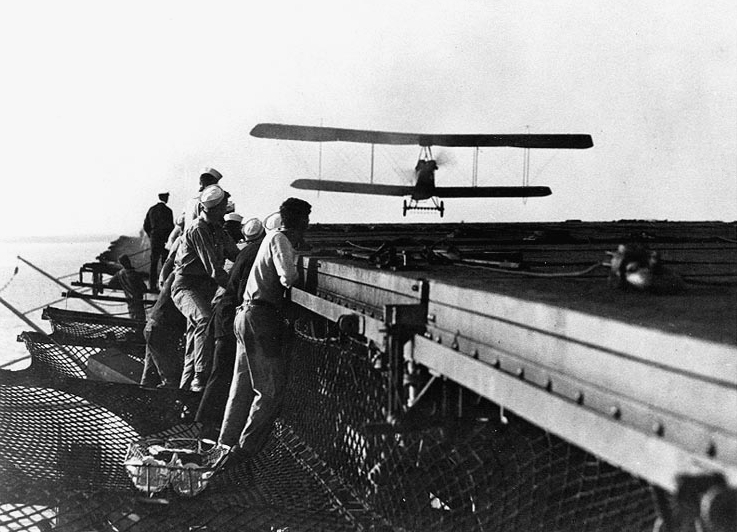
El Aeromarine 39-B se aproxima a la cubierta del USS Langley (CV-1) durante las pruebas de aterrizaje sobre portaaviones, octubre de 1922.

M-1
Entrenador biplaza avanzado del USAAS, motor Hall-Scott A-7A, seis construidos.
39-A
Avión de entrenamiento, derivado del M-1, motor Hall-Scott A-7A, 50 construidos.
39-B
Versión del 39-A, motor Curtiss OXX-6, 150 construidos.
Sportsman
Versión de hidroavión civil del 39-B, uno construido.
39-R
Aviones remotorizados en 1921, 14 conversiones.

## Operadores
Estados Unidos
- Armada de los Estados Unidos

## Supervivientes
Un ejemplar de un 39-B está preservado en el Old Rhinebeck Aerodrome, aunque ha sido seriamente dañado en dos fuegos, uno en 1966 y otro a principios de los años 80.

## Especificaciones (Aeromarine 39-A)

### Características generales
- Tripulación: 2
- Longitud: 9,3 m (30,3 ft)
- Envergadura: 14,3 m (47 ft)
- Altura: 4,5 m (14,8 ft)
- Superficie alar: 45,9 m² (494 ft²)
- Peso vacío: 880 kg (1939,5 lb)
- Peso máximo al despegue: 1136 kg (2503,7 lb)
- Planta motriz: 1× motor lineal de cuatro cilindros refrigerado por agua Hall-Scott A-7A.
  - Potencia: 75 kW (100 HP; 101 CV)

### Rendimiento
- Velocidad nunca excedida (Vne): 117 km/h (73 MPH; 63 kt)
- Alcance: 439 km (237 nmi; 273 mi)
- Techo de vuelo: 2500 m (8202 ft)
- Potencia/peso: 80 W/kg

## Aeronaves relacionadas

### Secuencias de designación
- Secuencia Numérica (interna de Aeromarine): 1909 Flying Boat - 8 - 39 - 40 - 50 - 52 →